# Volkenschwand
Volkenschwand – miejscowość i gmina w Niemczech, w kraju związkowym Bawaria, w rejencji Dolna Bawaria, w regionie Landshut, w powiecie Kelheim, wchodzi w skład wspólnoty administracyjnej Mainburg. Leży około 35 km na południe od Kelheim.

## Dzielnice
W skład gminy wchodzą trzy dzielnice:
- Großgundertshausen
- Leibersdorf
- Volkenschwand

## Demografia
| Rok  | Liczba mieszk. |
| ---- | -------------- |
| 1970 | 1 450          |
| 1987 | 1 384          |
| 2000 | 1 522          |

## Zabytki
- kościół parafialny pw. św. Idziego (St. Ägidius)
- kaplica Maryjna wybudowana na przełomie 1947 i 1948

## Oświata
(na 1999)

W gminie znajduje się przedszkole (50 miejsc i 49 dzieci) oraz szkoła podstawowa (3 nauczycieli, 69 uczniów).

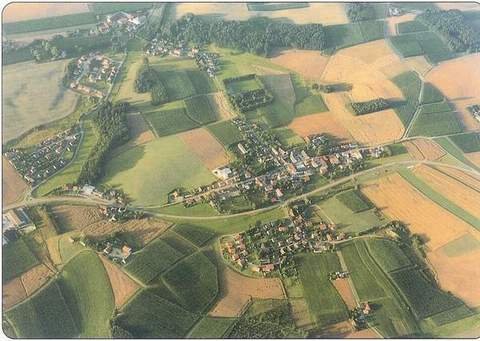